# 喜劇
喜劇是戲劇的一種類型，大眾一般解作笑劇或趣剧，以誇張的手法、巧妙的結構、詼諧的台詞及對喜劇性格的刻畫，從而引人對醜的、滑稽的予以嘲笑，對正常的人生和美好的理想予以肯定。
基於描寫對象和手法的不同，可分為諷刺喜劇、浪漫喜劇、荒誕喜劇和鬧劇等樣式。內容可為帶有諷刺及政治機智或才智的社會批判，或為純粹的鬧劇或滑稽劇。喜劇衝突的解決一般比較輕快，往往以代表進步力量的主人公獲得勝利或如願以償為結局。
欧洲最早的喜剧是古希腊喜剧，代表作家是阿里斯托芬；16、17世纪以莎士比亚、莫里哀为代表；18世纪意大利的哥尔多尼及法国的博马舍是欧洲启蒙运动时期喜剧的代表；19世纪以俄国的果戈理为代表。西方的幽默文化传统根源於古希腊喜剧。

## 浪漫喜劇
浪漫喜劇從愛情等浪漫題材取材，而使用例如誤解與澄清等情節進行劇情的安排推展。
浪漫喜劇的英文為romantic comedy。

## 諷刺喜劇
諷刺喜劇以時事取材，作者以幽默的筆調，在戲劇作品中表現對於社會、政治的關懷。
諷刺喜劇的英文為satire。

## 瘋狂喜劇
瘋狂喜劇（screwball comedy）源於美國，是以男女間針鋒相對為特色的喜劇作品，在男女主角相遇展開浪漫追求或言歸和好步入禮堂的這段過程中，出現一群古怪的人物角色且發生一連串快速又超乎尋常的事件。劇中對話通常是唇槍舌劍、詼諧機智，結局以浪漫圓滿的愛情收場。瘋狂喜劇的全盛時期為1930年代中期至1940年代。

## 中國喜劇类型
相聲、小品、電影、電視、滑稽戏

## 香港喜劇电影与电视
香港电影、无厘头、综艺节目、栋笃笑

## 查瑞拉小歌劇
喜劇的類型之一，為西班牙傳統的流行音樂劇。此詞彙應源於十七世紀早期第一次在馬德里演出的作品「Real Sitio de la Zarzuela」。

## 義大利即興喜劇
十六至十八世紀於義大利的喜劇類型，由一群經過訓練的演員，根據寫好的統一情境和定型角色，即興演出對白、姿勢和動作的喜劇。